# Mando de Vigilancia y Seguridad Marítima
El Mando de Vigilancia y Seguridad Marítima (MSVM) fue un órgano auxiliar del Jefe del Estado Mayor de la Defensa (JEMAD), integrado en la estructura orgánica del Estado Mayor de la Defensa como organización operativa permanente. Tuvo como objetivo planear, conducir y controlar las operaciones militares de vigilancia y seguridad de los espacios marítimos bajo soberanía, responsabilidad e interés para España. El Almirante de la Flota era el Comandante del Mando de Vigilancia y Seguridad Marítima, operativamente dependía del Jefe de Estado Mayor de la Defensa, orgánicamente del Jefe de Estado Mayor de la Armada y era apoyado por su estado mayor. El Jefe de Estado Mayor de la Defensa proporcionaba conducción estratégica al MSVM. Se ubicó en la sede Estado Mayor de la Defensa, en la ciudad de Madrid. 
Las funciones del Comandante del Mando de Vigilancia y Seguridad Marítima eran las siguientes:
- Planear y conducir las operaciones de vigilancia y seguridad de los espacios marítimos españoles que el Jefe de Estado Mayor de la Defensa establezca y ejercer el mando de las fuerzas bajo su autoridad.
- Planear y conducir las operaciones multinacionales de vigilancia y seguridad de espacios marítimos cuando España asuma su liderazgo.
- Mantener, en el ejercicio de sus responsabilidades, relaciones de coordinación con las autoridades y organismos militares y civiles, españoles e internacionales, relacionadas con las operaciones que el Jefe de Estado Mayor de la Defensa determine.

Se creó en virtud de la Orden del Ministerio de Defensa 86/2012, de 4 de diciembre. y se suprimió por el Real Decreto 521/2020, de 19 de mayo, por el que se establece la organización básica de las Fuerzas Armadas.